# Vale de Prazeres e Mata da Rainha
Vale de Prazeres e Mata da Rainha (oficialmente: União das Freguesias de Vale de Prazeres e Mata da Rainha) é uma freguesia portuguesa do município do Fundão, com 72,69 km² de área e 1197 habitantes (censo de 2021). A sua densidade populacional é 16,5 hab./km².

## História
Foi constituída em 2013, no âmbito de uma reforma administrativa nacional, pela agregação das antigas freguesias de Vale de Prazeres e Mata da Rainha e tem a sede em Vale de Prazeres.

## Demografia
A população registada nos censos foi:
| Distribuição da População por Grupos Etários | Distribuição da População por Grupos Etários | Distribuição da População por Grupos Etários | Distribuição da População por Grupos Etários | Distribuição da População por Grupos Etários | Distribuição da População por Grupos Etários |
| -------------------------------------------- | -------------------------------------------- | -------------------------------------------- | -------------------------------------------- | -------------------------------------------- | -------------------------------------------- |
| Antes da agregação                           |                                              |                                              |                                              |                                              |                                              |
| Ano                                          | 0-14 anos                                    | 15-24 anos                                   | 25-64 anos                                   | >= 65 anos                                   | Total                                        |
| 2001                                         | 159                                          | 148                                          | 736                                          | 681                                          | 1724                                         |
| 2011                                         | 104                                          | 87                                           | 583                                          | 642                                          | 1416                                         |
| Após a agregação                             |                                              |                                              |                                              |                                              |                                              |
| Ano                                          | 0-14 anos                                    | 15-24 anos                                   | 25-64 anos                                   | >= 65 anos                                   | Total                                        |
| 2021                                         | 79                                           | 78                                           | 543                                          | 497                                          | 1197                                         |